# 八千代館 (貝塚市)
八千代館（やちよかん）は、かつて存在した日本の映画館である。正確な年代は不明であるが1920年代、1929年（昭和4年）にはすでに大阪府泉南郡貝塚町大字海塚新町（現在の同府貝塚市海塚3丁目）に開館している。第二次世界大戦後はいち早く復興し、多くの日本映画・輸入映画（洋画）を上映した。1964年（昭和39年）には閉館した。同市内に本拠地のあったニチボー貝塚（のちのユニチカ・フェニックス）に所属した、「東洋の魔女」のひとり河西昌枝が、同館に通うことが「唯一の楽しみ」と語った映画館である。

## 沿革
- 1929年前後 - 開館[1][2]
- 1964年 - 閉館[12][13]

## データ
- 所在地 : 大阪府泉南郡貝塚町新地[1][3][4]
  - のちの同府貝塚市海塚新町407番地[6][9][10][11]、現在の同府同市海塚3丁目6番

北緯34度26分42秒 東経135度21分17秒 / 北緯34.44500度 東経135.35472度
- 経営・支配人 : 
  1. 中西多重郎 （1930年[1]）
  2. 山本ハナ・伊藤朝一 （1942年[3] - 1943年[4]）
  3. 村上朝一 （1940年代 - 1964年[9][10][11][12]）
- 構造 : 木造二階建[5][6][8][10][11][12]
- 観客定員数 : 344名（1942年[3]・1943年[4] - 1951年[5][6]） ⇒ 343名（1955年[7]） ⇒ 400名（1956年[8] - 1964年[9][10][11][12]）

## 概要
正確な年代は不明であるが、大正末期から昭和初期にかけての1920年代には開館、1930年（昭和5年）に発行された『日本映画事業総覧 昭和五年版』によれば1929年（昭和4年）にはすでに大阪府泉南郡貝塚町新地（のちの同府貝塚市海塚新町407番地、現在の海塚3丁目6番）で常設映画館としての営業を行っていた記録が残っている。同書には、観客定員数についての記載はないが、興行系統は日活および松竹キネマ、経営者は中西多重郎であった旨の記述がある。南海電気鉄道の貝塚駅西口近辺に位置し、海新と呼ばれる町内に立地していた。中西多重郎についての詳細は不明である。
同地域には、1931年（昭和6年）4月1日に貝塚町に併合される麻生郷村大字津田98番地（現在の貝塚市津田北町2番地）に岸見館（経営・中西三郎、のちに永吉誓順）が大正初期からいち早く開館しており、ほかにも松竹キネマ作品を興行する山村座（貝塚町大字近木町1028番地、経営・山村儀三郎）が存在した。同年9月、当時泉南郡木島村大字水間（現在の貝塚市水間）に水間座が開館しているが、当時の同時代の資料には映画館としての記録は見られない。戦後の資料である『映画年鑑 1955 別冊 全国映画館総覧』によれば、同館の設立を「1937年」としているが、同時代の資料によれば上記の通り、開業はそれ以前である。1939年（昭和14年）までには、同館の経営は村上朝一（1906年 - 没年不詳）に移っており、同年、村上は、同館が所属する海新町内会に「太鼓台」を寄贈している。この「太鼓台」はのちに貝塚市の姉妹都市であるアメリカ合衆国カリフォルニア州のカルヴァーシティに寄贈され、現在（2012年）も展示されている。村上は、旧制・高等小学校を卒業後、同館の経営のほか、貝塚市議会議員、大阪府議会議員をその後に歴任した人物である。
1942年（昭和17年）には第二次世界大戦による戦時統制が敷かれ、日本におけるすべての映画が同年2月1日に設立された社団法人映画配給社の配給になり、すべての映画館が紅系・白系の2系統に組み入れられるが、同年発行の『映画年鑑 昭和十七年版』によれば、同館の興行系統は記載されていない。当時の観客定員数は344名、経営者の欄には山本ハナ、支配人の欄には伊藤朝一（村上朝一）の名がそれぞれ記されている。翌1943年（昭和18年）発行の『同 昭和十八年版』によれば、観客定員は変わらないが、経営者の欄に伊藤朝一の名が記されている。同年5月1日、貝塚町は市制を敷き貝塚市になった。
戦後は、いち早く復興しており、1950年（昭和25年）に発行された『映画年鑑 1950』および翌1951年（昭和26年）発行の『映画年鑑 1951』には、同市内では2館のみ、山村座（経営・山村儀三郎）とともに記載されている。当時の同館の経営者は村上朝一、支配人は伊藤定治である。当時の同館の興行系統は東宝・大映の三番館でありヨーロッパ映画も興行していた。1951年1月には、貝塚駅東口近くに貝塚劇場（海塚町92番地、経営・西村昇）が開館、山村座、岸見館（経営・神宮寺徳市）、水間座（経営・鈴木はるゑ）とともに同市内の映画館は合計5館になった。当時、村上朝一が同市議会議員であったように、山村座の山村儀三郎（1888年 - 没年不詳）も同市議会議員を務めており、岸見館を経営していた当時の永吉誓順は1949年（昭和24年）の第24回衆議院議員総選挙に出馬（落選）、と映画館の館主が戦後の同地の名士、実力者であった時代であり、映画産業が斜陽化する1960年代まで5館体制はつづいた。市内5館体制になると、1956年（昭和31年）には、同館は東宝・大映・洋画混映館から東宝・大映・新東宝の上映館に変わり、山村座の松竹・東映・新東宝、水間座の松竹・大映・新東宝、貝塚劇場の洋画、岸見館の混映という興行分布になっている。
1959年（昭和34年）には、岸見館が岸見東映と改称、東映の封切館になったが、1962年（昭和37年）には閉館。山村座がこれを引き継いで翌1963年（昭和38年）には貝塚東映と改称している。1962年2月5日、水間座が火災により全焼、そのまま閉館しており、水間座・岸見東映（かつての岸見館）の2館の閉館により、同市内の映画館は、同館、貝塚東映（かつての山村座）、貝塚劇場の3館のみになる。市内5館体制になった1963年には、同館は従来の邦画専門館から洋画専門館に切り替わり、貝塚東映は東映の封切りのほかに松竹も併映し、貝塚劇場が洋画から日活・大映・東宝の上映館に変わるなど、市内の興行分布が変わっている。
ニチボー貝塚（のちのユニチカ・フェニックス）に所属し、いわゆる「東洋の魔女」のコーチ兼主将として、同年10月の東京オリンピックで日本女子バレーボールチームの優勝に貢献した河西昌枝（1933年 - 2013年）が、のちに同市内で行った講演で「山村座・八千代館に映画を見に行くのが唯一の楽しみ」と語ったのは、この時代までのことである。同館は、東京五輪が開催された1964年（昭和39年）に閉館している。河西昌枝も五輪後しばらくして引退しており、同館の35年を超える歴史もそれとともに幕を閉じた。同館の跡地は、Google ストリートビューによれば2009年（平成21年）8月現在、更地である。
同館閉館後、市内の映画館は貝塚東映（経営・山村英一）、貝塚劇場（経営・西村克巳）の3館のみになったが、1966年（昭和41年）に貝塚東映、1982年（昭和57年）には貝塚劇場が閉館し、同市内の映画館はすべて消滅した。1987年（昭和62年）11月18日に開店したジャスコ貝塚店（現在跡地にイオン貝塚店、地蔵堂74番地）に貝塚ジャスコファミリーシアター1・2が開館して、同市内の映画館はある時期復活したが、2000年（平成12年）ころに閉館、ふたたび同市内には映画館がなくなった。